# Элеватор (Волгоград)
Волгоградский элеватор — исторический памятник в Волгограде (Россия). Будучи одним из центров боёв в ходе Сталинградской битвы, элеватор тяжело пострадал. В послевоенное время (1977) в районе элеватора установлен памятник его защитникам (по одной из групп защитников известный также как «памятник североморцам»). Волгоградский элеватор признан в России объектом культурного наследия федерального значения.
Спроектирован в 1936 году всесоюзным трестом Хлебострой. Являлся типовым проектом. Копия сталинградского элеватора находится в городе Рыбинске. Отличие — в последнем больше количество силосов. Сталинградский элеватор строился с 1938 по 1941 год.
Весь комплекс назывался Сталинградский мельничный комбинат или комплекс Мельстрой, стоимость которого была более 30 млн. рублей. Кроме самого предприятия там  же находился детский садик и жилой дом для семей работников.

## Роль в Сталинградской битве

### Бои 1942 года
Запущенный в эксплуатацию в июне 1941 года сталинградский элеватор был самым высоким сооружением в городе и представлял интерес для противоборствующих сторон в ходе Сталинградской битвы как господствующая высота. Немецкие части вышли в район элеватора 14 сентября 1942 года. Оборону здания вели остатки 35-й гвардейской и 131-й дивизий 62-й армии, а также другие части этого соединения (10-й отд. (запасной) стрелковой бригады). 18 сентября ряды оборонявшихся пополнила 92-я отдельная стрелковая бригада, сформированная из моряков-североморцев. Сразу по завершении переправы бойцы 92-й бригады перешли в контрнаступление, очистив от немецких войск прибрежную зону от реки Царицы до Консервного завода. Бои с участием бригады велись также на улицах КИМ, Рабоче-Крестьянской, Баррикадной, Козловской и у железнодорожного вокзала «Сталинград-2».
Однако превосходящими силами немцам уже 19 сентября удалось с трёх сторон окружить элеватор. В этот день были предприняты две атаки на элеватор при поддержке семи танков, окончившиеся для гитлеровцев потерей более 30 солдат и офицеров. В дальнейшем бои за элеватор приняли затяжной характер, его защитники, испытывая нехватку боеприпасов, тем не менее неоднократно отвергали предложения сдаться. 21 сентября была предпринята новая попытка штурма при поддержке бомбардировочной авиации и 16 танков. Несмотря на 15—20-кратное превосходство в силах нападавших, семь немецких атак были отбиты.

92-я бригада 18 сентября вступила в бой в центральной части города. В результате трёхсуточного, непрерывного боя части бригады 21 сентября овладели важным опорным пунктом — элеватором. По 10—12 раз в день поднимались в контратаку подразделения морской пехоты без бушлатов, в одних полосатых тельняшках и штыками уничтожали фашистов.

В этих боях порой отделение отражало атаку роты, усиленной танками, а взвод оборонялся против батальона. В ротах оставалось по 20—30 человек, а в 1-й роте 4-го батальона — 17 человек. Только за два дня 17 храбрецов отразили 14 атак, уничтожили 8 танков и более 150 гитлеровцев.
— Х. Х. Камалов. Морская пехота в боях за Родину. Издание второе,  дополненное и переработанное. — М: Воениздат, 1983. — С. 120.

В дневнике немецкого офицера, позже убитого в Сталинграде, была найдена следующая запись: 
Бой за элеватор продолжается. Русские ведут огонь со всех сторон. Сидим в подвале дома, на улице находиться нельзя... Весь наш батальон по численности меньше штатной роты. Таких ожесточенных боев наши старые солдаты не помнят.
К 22 сентября у защитников элеватора иссякли боеприпасы и продовольствие. Ночью остатки оборонявшихся покинули здание, которым овладели немецкие части. В боях за элеватор погибли старший батальонный комиссар Белорусский и политрук Михайлов; особо отличились лейтенант Зазуля, старшина 2-й статьи Хозяинов, красноармейцы Бирюков и Хвостиков, старший политрук Носарев, капитан Назаров, сержант Калашников, старшина Катлюк и другие.

### Бои 1943 года
Новые бои развернулись вокруг элеватора в январе 1943 года. Он стал опорной позицией немецких частей, которые вели из него артиллерийский и миномётный огонь по наступавшим по направлению к центру города войскам 64-й армии. 24 января советские части начали боевые действия в районе элеватора, а на следующий день был предпринят его штурм силами 154-й морской стрелковой бригады при поддержке частей 36-й гвардейской, 29-й и 422-й дивизий и 7-го стрелкового корпуса. Штурм продолжался три дня, в ходе которых перестрелка неоднократно переходила в рукопашную схватку. В ходе боя моряки захватили немецкий бронепоезд, подожжённый огнём орудия старшины 2-й статьи Земенкова, а затем, воспользовавшись растерянностью противника, захватили и сам элеватор. В плен попали солдаты (в том числе 45 офицеров) немецкого артиллерийского полка.

## Увековечение памяти
На месте боёв за элеватор была установлена мемориальная доска. Позже, в 1977 году, на улице Рабоче-Крестьянской рядом с элеватором был открыт памятник его защитникам. Создатели памятника — скульптор П. Л. Малков и архитектор Г. М. Коваленко. Основной элемент памятника представляет собой установленную на постаменте метровой высоты 7-метровую железобетонную полноростовую статую морского пехотинца с противотанковым ружьём и известен также как «памятник североморцам». На бетонной полукруглой стеле за спиной фигуры бойца размещены текст из поэмы Р. Рождественского «Реквием» и список частей, принимавших участие в боях за элеватор в 1942 и 1943 годах.
В 1960 году волгоградский элеватор, после войны восстановленный, в 1992 году приватизированный и до настоящего времени выполняющий свою основную функцию, был постановлением Совета министров РСФСР № 1327 включён в список исторических памятников, подлежащих охране как памятники государственного значения. Статус объекта культурного наследия федерального значения был затем подтверждён в 1995 году указом президента Российской Федерации № 176.
15 апреля 2016 года в музее «Память», входящем в состав музея-заповедника «Сталинградская битва», открылась выставка «Неприступный бастион. Сталинградский элеватор». Она повествует об истории мельничного комбината с 1936 по 2016 год. Особый акцент сделан на довоенный период и бои за элеватор.